# Dobra (Sainte-Croix)
Pour les articles homonymes, voir Dobra.
Dobra (prononciation : [ˈdɔbra]) est une localité polonaise de la gmina et du powiat de Staszów en voïvodie de Sainte-Croix.